# کلاه‌پارچه‌ای کالیفرنیا
کلاه‌پارچه‌ای کالیفرنیا (نام علمی: Mycena californiensis) نام یک گونه از سرده کلاه‌پارچه‌ای‌ها است.